# 女たち (阿部真央の曲)
『女たち』（おんなたち）は、阿部真央の15枚目のシングル。2016年8月24日にポニーキャニオンから発売された。

## 概要
前作『Don't let me down』から約3か月ぶりとなったシングルである。表題曲である「女たち」は、テレビ朝日系列木曜ミステリー『女たちの特捜最前線』の主題歌。なお、阿部真央のシングル曲としては初となる連続ドラマの主題歌である。楽曲はドラマの世界観を元に阿部が書き下ろしており、新アーティスト写真やシングルジャケットの写真と共に、表題曲の歌詞も女性の力強さが打ち出されている。
シングル発売日前日の8月23日には、動画配信サイト『GYAO!』にてミュージックビデオが公開された。ミュージックビデオでは、阿部がOL風の衣装でダンサーと共にダンスを披露している。また、ミュージックビデオの公開に合わせて、抽選で5名に阿部の直筆サイン入り特製iPhoneケース当たるキャンペーンが9月15日まで開催された。

## 収録曲
| 全作詞・作曲: 阿部真央。 |                                           |          |            |          |
| #                        | タイトル                                  | 作詞     | 作曲・編曲 | 編曲     |
| 1.                       | 「女たち」                                | 阿部真央 | 阿部真央   | akkin    |
| 2.                       | 「この時を幸せと呼ぼう 〜弾き語りVer.〜」 | 阿部真央 | 阿部真央   | 阿部真央 |
| 3.                       | 「女たち（Inst.）」                       | 阿部真央 | 阿部真央   | akkin    |